# Cyclolabus pactor
Cyclolabus pactor là một loài tò vò trong họ Ichneumonidae.